# Фолюш (Підляське воєводство)
Фолюш (пол. Folusz) — село в Польщі, у гміні Рутка-Тартак Сувальського повіту Підляського воєводства.
Населення — 46 осіб (2011).
У 1975—1998 роках село належало до Сувальського воєводства.

## Географія
Селом протікає річка Клопотниця.

## Демографія
Демографічна структура станом на 31 березня 2011 року:
|          | Загалом | Допрацездатний вік | Працездатний вік | Постпрацездатний вік |
| -------- | ------- | ------------------ | ---------------- | -------------------- |
| Чоловіки | 22      | 4                  | 14               | 4                    |
| Жінки    | 24      | 6                  | 10               | 8                    |
| Разом    | 46      | 10                 | 24               | 12                   |